# Julius Thaeter

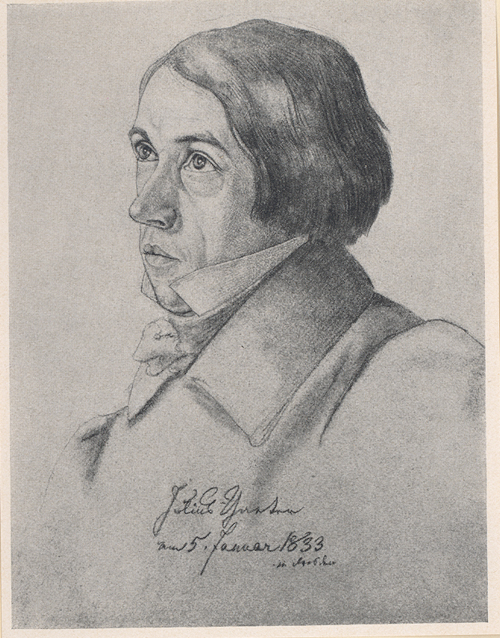
Julius Thaeter nach einer Zeichnung von 1833

Julius Caesar Thaeter (* 7. Januar 1804 in Dresden; † 14. November 1870 in München) war deutscher Reproduktionsstecher.
Thaeter studierte an der Dresdner Akademie und in Nürnberg, wechselte zwischen 1826 und 1834 mehrfach den Aufenthalt, war dann in München (1834–41), Weimar (1841–43) und Dresden (1843–49) tätig, wo er seit 1846 Zeichenlehrer an der Akademie war. 1849 wurde er an die Akademie der Bildenden Künste München berufen, gab die Professur jedoch 1868 auf und übernahm die Leitung des Kupferstichkabinetts.
Thaeter erfuhr eine Ausbildung als Zeichner und entwickelte sich autodidaktisch weiter zum Reproduktionsgraphiker. In München fand er Zugang zum Kreis der Nazarener und wurde zum Kartonstecher. Hervorzuheben sind die Stiche nach Peter von Cornelius, Wilhelm von Kaulbach, Julius Schnorr von Carolsfeld, Asmus Carstens und Moritz von Schwind.
Julius Thaeter starb 1870 im Alter von 66 Jahren in München.

## Grabstätte

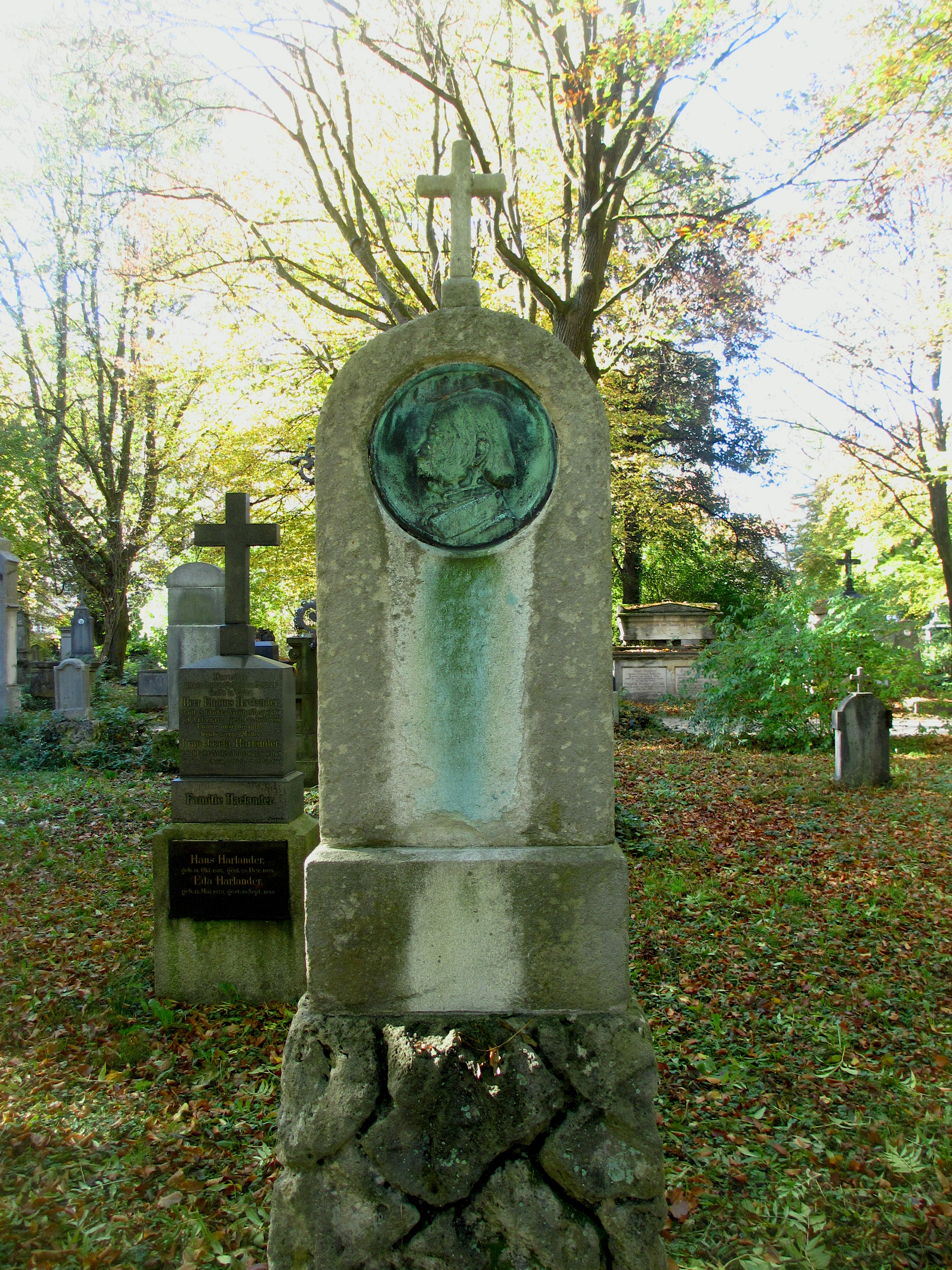
Grab von Julius Thäter auf dem Alten Südlichen Friedhof in München

Die Grabstätte von Julius Thaeter befindet sich auf dem Alten Südlichen Friedhof in München (Gräberfeld 8 - Reihe 3 - Platz 10) Standort.

## Namensgeber für Straßen
Nach Julius Thaeter wurde in seinem Geburtsort Dresden im Stadtteil Übigau die Thäterstraße benannt Lage. Auch in Nürnberg gibt es im Stadtteil Mögeldorf eine ihm benannte Thäterstraße Lage